# Pachrophylla aorops
Pachrophylla aorops là một loài bướm đêm trong họ Geometridae.